# (5297) Schinkel
(5297) Schinkel (4170 T-2) – planetoida z pasa głównego asteroid okrążająca Słońce w ciągu 3,4 lat w średniej odległości 2,26 j.a. Została odkryta 29 września 1973 roku przez Cornelisa van Houtena i Toma Gehrelsa.